# 伯氏單頜鰻
伯氏單頜鰻為輻鰭魚綱囊鰓鰻目單頜鰻科的其中一種，分布於西印度洋5°12.79'N, 49°00.98'E海域，屬深海魚類，棲息深度1080-1430公尺，體長可達5.8公分。

## 擴展閱讀
維基物種上的相關：伯氏單頜鰻